# Amar o matar
Amar o Matar es el sexto EP de la banda peruana Libido, lanzado al mercado el 19 de enero de 2016, siendo además el primer disco desde la salida de Antonio Jáuregui como bajista de la banda.
Este EP consta de seis nuevas canciones, que además cuentan con composiciones de Salim Vera (voz) en conjunto con José Jara y Manolo Hidalgo (guitarra), el disco también cuenta con la colaboración de Juanpablo del Águila (bajo y coros) y Wilder López (batería), quienes también participan en la composición en este disco. Este es el primer disco de estudio de la banda desde el anterior trabajo Un Día Nuevo de 2009.
El nombre del disco viene de la primera línea del primer track del EP «Llévame», "…Puedo amar o matar cuando tu me lo pidas…".
La grabación de este disco se dio a mediados y finales del año 2015 en los estudios de grabación El Microondas, El Dragón Verde y estudios APDAYC, trabajando en conjunto la producción del disco con Lucho Benzaquen, amigo de la banda, quien también comparte rol como guitarrista en el proyecto paralelo de Salim Vera “Royalvalet”; para la etapa final de producción intervino el productor británico afincado en México, Phil Vinall, quien ha trabajado con bandas como Pulp, Placebo y Zoé. La masterización fue realizada por Francisco Holzmann en Chile.
El 18 de enero de 2016 se lanzó el primer sencillo: «Pero Aún Sigo Viéndote» con el respectivo lyric video en blanco y negro, posteriormente en el mes de octubre del mismo año lanzan el videoclip dirigido por Alberto Fernández y producido por Diego León.

## Lista de canciones
| N.º   | Título                                                                                    | Escritor(es)                 | Duración |  |
| 1.    | «Llévame» (Tercer sencillo)                                                               | Manolo Hidalgo               | 3:36     |  |
| 2.    | «Pero Aún Sigo Viéndote» (Primer sencillo)                                                | Salim Vera, José Jara        | 4:26     |  |
| 3.    | «Mariposas» (Segundo sencillo, Cuenta con la participación de Marcos Llunas en los coros) | Manolo Hidalgo               | 3:10     |  |
| 4.    | «Nada Que me Ate a Ti»                                                                    | Salim Vera, José Jara        | 3:55     |  |
| 5.    | «Igual Que Ayer»                                                                          | Salim Vera, José Jara        | 3:27     |  |
| 6.    | «Y Vuelves a Aparecerte»                                                                  | Manolo Hidalgo, Wilder López | 3:44     |  |
| 22:18 |                                                                                           |                              |          |  |

| Bonus track digital |                           |                       |          |  |
| N.º                 | Título                    | Escritor(es)          | Duración |  |
| 1.                  | «Por si tratas de Volver» | Salim Vera, José Jara | 4:39     |  |

| No Publicadas |          |                       |          |  |
| N.º           | Título   | Escritor(es)          | Duración |  |
| 1.            | «Sin Ti» | Salim Vera, José Jara | 4:35     |  |

## Músicos

### Libido
- Salim Vera – Voz
- Manolo Hidalgo – Guitarra, voz en «Mariposas»
- JuanPablo del Águila – Bajo
- Wilder López – Batería excepto en «Y Vuelves a Aparecerte»

## Colaboradores
- Hugo Ortiz - Batería en «Y Vuelves a Aparecerte»
- Kokiman Romero - teclados en «Pero Aún Sigo Viéndote», «Nada Que Me Até a Ti» y «Llévame»
- Eduardo Olivé - Rhodes y Piano en «Mariposas»
- Marcos Llunas - Armonías vocales en «Mariposas»
- Lucho Benzaquen - Guitarras Adicionales, Teclados y Programación
- Maria Elena Pacheco - Violín 1 «Mariposas» e «Igual Que Ayer»
- Laszlo Benedek - Violín 2 en «Mariposas» e «Igual Que Ayer»
- César Pacheco - Viola en «Mariposas» e «Igual Que Ayer»
- Oscar Satisteban - Loop en «Llévame»

## Créditos
- Productor - Lucho Benzaquen
- Grabación - Lucho Benzaquen
- Mezcla - Phil Vinall
- Masterizado - Francisco Holzmann